# Jessica Watson
Jessica Watson OAM (Gold Coast, 18 mei 1993) is een Australisch zeiler. Ze werd internationaal bekend omdat ze op zestienjarige leeftijd rond de wereld zeilde. Jessica Watson bereikte de haven van Sydney weer op 15 mei 2010 na bijna 23.000 zeemijlen (ongeveer 43.000 km) en 210 dagen op zee, slechts drie dagen voor haar 17e verjaardag.

## Jeugd
Watson werd geboren in Gold Coast, Queensland, als tweede van vier kinderen. Haar ouders - Julie en Roger Watson - kwamen uit Nieuw-Zeeland en waren in 1987 naar Australië verhuisd. In 2004 werd het familiehuis verkocht, waarna het gezin eerst in een motorboot en vervolgens in een omgebouwde dubbeldekkerbus woonde. 
Alle vier de kinderen hadden zeilles, maar haar moeder verwachtte niet dat Jessica het zo snel op zou pakken als de anderen. Ze omschreef haar dochter als stil en verlegen: "een kind dat niet van avontuur hield".

## Wereldreis

Route van de omvaart

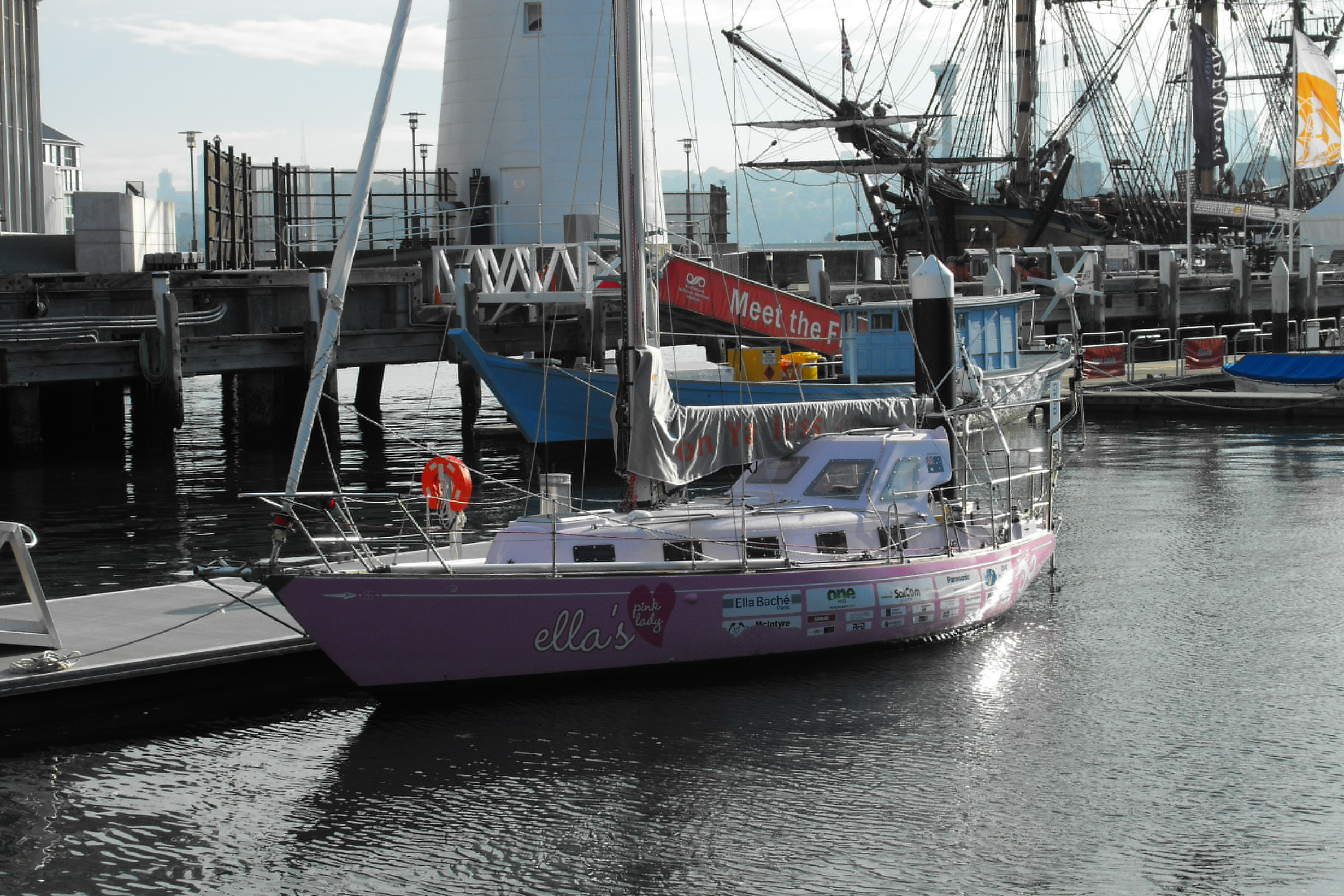
Watsons boot Ella's Pink Lady in het Australian National Maritime Museum in Sydney

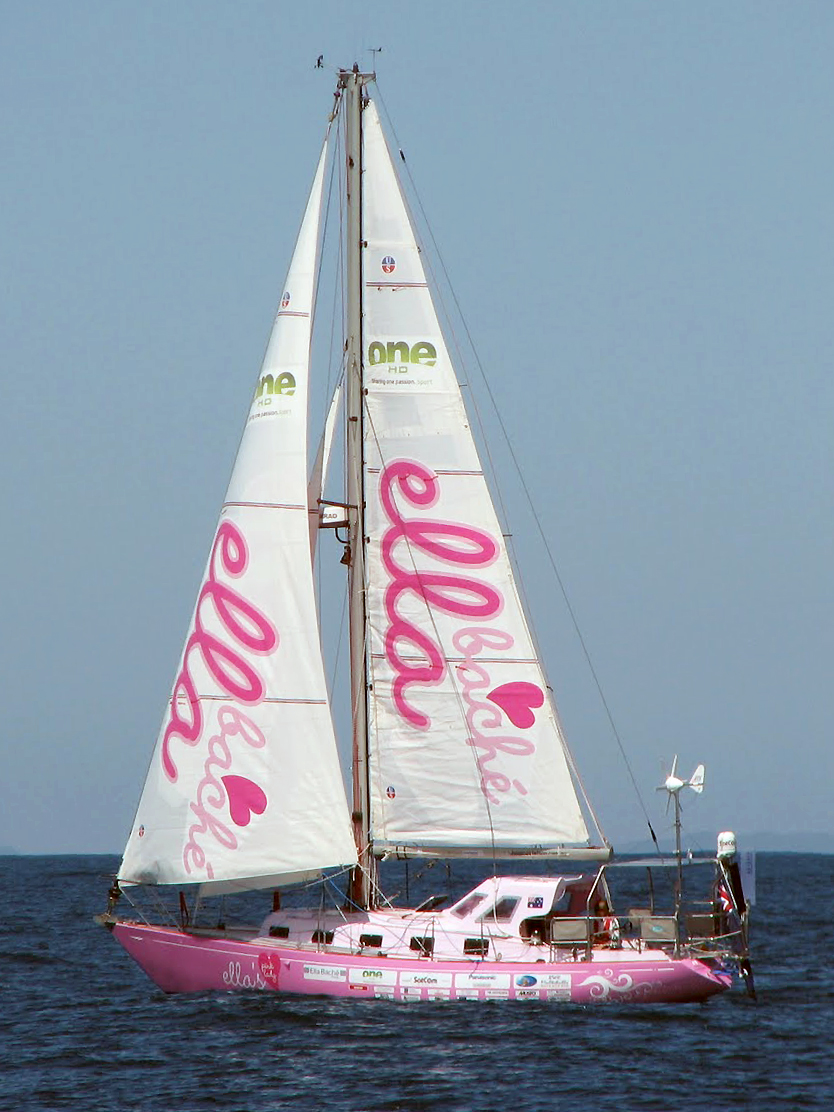
Ella's Pink Lady

Op 18 oktober 2009 vertrok Watson vanuit Sydney voor een zeiltocht rond de wereld, in oostelijke richting, met de overheersende windrichting mee. Op 19 november 2009 passeerde ze de evenaar en op 13 januari 2010 passeerde ze Kaap Hoorn. Watson bereikte de Indische Oceaan op 24 februari, toen het schip de Atlantische Oceaan verliet, ongeveer 400 zeemijl ten zuiden van Kaap Agulhas. 
Watsons boot Ella's Pink Lady is 10,23 meter lang en 3,08 meter breed. Dit type boot uit het begin van de jaren zeventig geldt als zeer zeewaardig en werd onder andere gebruikt door Jon Sanders, David Dicks en Jesse Martin voor hun reizen om de wereld. 
De reis ging van Sydney naar de Line-eilanden, Kaap Hoorn, de Falklandeilanden, Kaap Agulhas, Zuidoostkaap (Tasmanië) en terug naar Sydney. Omdat er naast een tocht om de aarde ook minimaal twee keer de evenaar moet zijn gepasseerd om officieel als een tocht om de aarde te worden erkend, voer Watson rond het eiland Kiritimati dat net ten noorden van de evenaar ligt. 
De omvaart van de wereld zou naar schatting ongeveer 240 dagen duren, met een totale afstand van ongeveer 23.000 zeemijl (42.596 kilometer). Watson had in feite slechts 210 dagen nodig, wat overeenkomt met een gemiddelde afstand van 110 zeemijl.
Er werd ongeveer 400.000 Amerikaanse dollars opgehaald voor de wereldreis. 
Op 15 mei 2010 om 14.00 uur plaatselijke tijd bereikte ze de haven van Sydney. Meer dan 75.000 mensen, waaronder de minister-president van Australië Kevin Rudd, stonden haar op te wachten. Het is echter nog steeds de vraag of Watson het record heeft gevestigd van de jongste alleenreizende persoon, die zonder tussenstop of externe hulp een wereldreis heeft gemaakt. 

## Na de omvaart
In 2011 nam Watson deel aan nog meer zeilwedstrijden. Ze studeerde een jaar projectmanagment, waarna ze in 2016 haar bachelordiploma Media and communication behaalde aan Deakin University in Victoria. In 2017 behaalde ze haar Master of Business Administration aan Australian Institute of Management. 
In 2015 was ze mede-oprichter van Deckee, een softwarebedrijf dat een informatie-app voor onder andere Australische wateren ontwikkelt voor (sport)bootvaarders en vissers. Van 2011 tot 2020 was ze jeugdvertegenwoordiger bij het Wereldvoedselprogramma van de Verenigde Naties. Ze reisde hiervoor naar Laos, Libanon en Jordanië. Sinds 2018 werkt ze voor Deloitte in Melbourne, eerst als consultant en sinds 2022 als manager.
Op 30 augustus 2021 verloor Jessica Watson haar 29-jarige partner Cameron Dale aan een beroerte. Het stel had elkaar in 2011 ontmoet, toen Watson met de jongste crew ooit deel wilde nemen aan de Sydney to Hobart Yacht Race en een ervaren zeiler zocht.

## Erkenning
Na haar omvaart kreeg Watson verschillende onderscheidingen. In 2010 ontving ze de Spirit of Sport-prijs van de Sport Australia Hall of Fame en de titel Young Performer of the Year, een prijs die werd toegekend door het Australische publiek en uitgereikt tijdens de jaarlijkse Sports Performer Awards in Melbourne.
In 2010 werd Watson door de Australian Geographic Society uitgeroepen tot Young Adventurer of the Year. Ze werd ook geselecteerd als een van de tien internationale 2010 Adventurers of the Year door de National Geographic Society, en was de enige zeiler in deze groep.
Op 25 januari 2011 werd Watson uitgeroepen tot Young Australian of the Year. In 2011 was Watson tevens de eerste vrouwelijke schipper die de finish bereikte in de Sydney to Hobart Yacht Race, en ontving daarvoor de Jane Tate-trofee.
In januari 2012 ontving Watson een medaille in de Orde van Australië (OAM) in de Australia Day Honours List voor haar inzet voor de zeilsport en jongeren, door haar prestatie van een onbegeleide zeiltocht rond de wereld, en als rolmodel voor jonge Australiërs. In november 2022 werd ze opgenomen in de Australian Sailing Hall of Fame.
In 2023 kwam de Netflix-film True Spirit uit, gebaseerd op haar omvaart. Watson werd gespeeld door de Australische actrice Teagan Croft en haar ouders door Oscar-winnares Anna Paquin en Josh Lawson. De rol van haar coach werd vertolkt door Cliff Curtis.

## Publicaties
- True Spirit: The Aussie girl who took on the world. Hachette Australia, 2011, ISBN 978-0733627361
- Indigo Blue. Lothian Children's Books. 2018. ISBN 978-0734418135

## Weblinks
- Officiële website